# Mehmed Rechid Pacha
Mehmed Rechid Pacha (en turc : Mehmed Reşid Paşa ou Reşid Mehmed Paşa), né en 1780 et mort en 1836, dit Kioutachis, fut un général et grand vizir ottoman.
Il était un esclave d'origine géorgienne : né d'une famille orthodoxe et enlevé dans son enfance par les Turcs, il entra au service de l'administration ottomane.
Il fut nommé pacha de Kütahya à 29 ans, d'où son surnom.

## Guerre d'indépendance grecque
Il joua un rôle important pendant la guerre d'indépendance grecque, remportant de nombreuses victoires sur les insurgés et permettant la reconquête provisoire de la Grèce continentale par les ottomans. 
Il commanda ainsi les troupes ottomanes lors de la bataille de Péta en juillet 1822, puis participa au premier siège de Missolonghi fin 1822, sous l'autorité d'Omer Vryonis. Après l'échec de ce siège, il quitta provisoirement la région, jusqu'en 1825.
À la suite des échecs ottomans des campagnes de 1823 et 1824, il fut nommé en novembre 1824 gouverneur de Grèce continentale, avec les pleins pouvoirs. Arrivé en janvier 1825 à Larissa, il gagna Ioannina et apaisa les troubles qui agitaient l'Épire. Ayant rassemblé à Arta une puissante armée, il traversa au printemps l'Épire, l'Acarnanie et l'Étolie pour se diriger vers Missolonghi. Les armatoles grecs Andreas Iskos (el) et Dimitrios Makris envoyés contre lui ne purent l'arrêter, et il mit le siège à la ville fin avril 1825.
Le siège fut un échec ; se trouvant lui-même en mauvaise posture, il dut requérir l'aide d'Ibrahim Pacha.
Après la chute de la ville en avril 1826, il reconquit la Grèce centrale puis l'Attique, assiégeant Athènes et l'Acropole à partir de la fin juin. Il remporta plusieurs batailles lors des combats du sièges, dont la bataille de Phalère en mai 1827 ; la garnison de l'Acropole capitula début juin 1827, et il put alors terminer la reconquête de la Grèce continentale.

## Guerre russo-turque
Il participa ensuite à la Guerre russo-turque de 1828-1829 ; il fut nommé Grand vizir en janvier 1829 dans l'espoir de mettre à profit l'expérience acquise lors de la guerre d'indépendance.

## Albanie
Il réprima des insurrections en Albanie de 1830 à 1832, massacrant des beys révoltés en 1830 à Bitola et mettant fin à l'existence du pachalik semi-indépendant de Shkodër.

## Guerre égypto-turque
Il fut battu lors de la Première Guerre égypto-ottomane en 1832 et capturé à la Bataille de Konya par son ancien rival Ibrahim Pacha.
Il mourut en 1836 à Diyarbakır.